# 釋文才 (元朝)
釋文才（?—1302年），元代華嚴宗僧。俗姓楊，号仲華，人稱松堂和尚，五臺山祐國寺沙門。平阳府（山西）临汾人。
其父為居士。自小學佛，出家于绛州福严寺，受具后读《证道歌》“幻化空身即法身”之句，欣然契悟，又到龍門山讀經三年。泰定元年（1324年）住少林寺，泰定五年退隐香严寺，诠释《楞严法界则》及《般若心经》。元世祖曾降旨让他主管洛阳白马寺，元成宗於五台山建佑国寺，经帝师迦罗斯巴荐举，为大万圣佑国寺开山第一世，赐号“真觉国师”。至大德六年壬寅九月（1302年）示寂。

## 著作[2]
- 《肇論新疏》三卷
- 《肇論新疏游刃》三卷
- 《惠燈集》二卷

## 法嗣

### 師長
- 方山文寶

### 弟子
- 了性大林（弘教大師）
- 白雲智度